# Lavatoggio
Lavatoggio är en kommun i departementet Haute-Corse på ön Korsika i Frankrike. Kommunen ligger i kantonen Belgodère som tillhör arrondissementet Calvi. År 2022 hade Lavatoggio 156 invånare.

## Befolkningsutveckling
Antalet invånare i kommunen Lavatoggio
Referens:INSEE